# 岡崎市立城北中学校
岡崎市立城北中学校（おかざきしりつ じょうほくちゅうがっこう）は、愛知県岡崎市城北町にある公立中学校。

## 概要
1961年（昭和36年）4月1日、岡崎市立連尺小学校と岡崎市立竜海中学校の校舎を仮校舎として開校。
| 調査日       | 児童数 | 通常学級 | 特別支援学級 | 出典  |
| ------------ | ------ | -------- | ------------ | ----- |
| 2013年4月8日 | 547人  | 16       | 3            | [ 2 ] |
| 2019年5月1日 | 482人  | 13       | 3            | [ 3 ] |
| 2020年5月1日 | 466人  | 12       | 3            | [ 4 ] |
| 2021年5月1日 | 466人  | 13       | 4            | [ 5 ] |
| 2022年5月1日 | 448人  | 13       | 3            | [ 6 ] |
| 2023年5月1日 | 487人  | 13       | 3            | [ 7 ] |
| 2024年5月1日 | 480人  | 14       | 3            | [ 8 ] |

## 学区
| 小学校名            | 町名 |
| ------------------- | --- |
| 連尺小学校 （全域） | 板屋町、魚町、康生町、康生通東、康生通西、康生通南、材木町、城北町、末広町、田町、中岡崎町、西魚町、八幡町、八帖町、八丁町、八帖北町、八帖南町、本町通、連尺通 |
| 広幡小学校 （一部） | 葵町、井田新町、井田西町、井田南町、柿田町、錦町、日名北町、日名中町、日名西町、日名本町、日名南町、広幡町、福寿町、松本町、元能見町                           |

（2022年12月26日現在）

## 沿革
- 1961年（昭和36年）4月1日 - 開校[10]。
- 1963年（昭和38年）2月24日 - 校歌が制定される。作詞清水孝之、作曲中田喜直[11]。
- 1989年（平成元年） - 男子バスケットボール部が全国中学校バスケットボール大会にて準優勝。
- 1993年（平成5年） - 同上。
- 2006年（平成18年）3月 - 新しい屋内運動場と柔剣道場が完成[12]。

## 管理教育と鈴村正弘校長

### 城北中学校設立

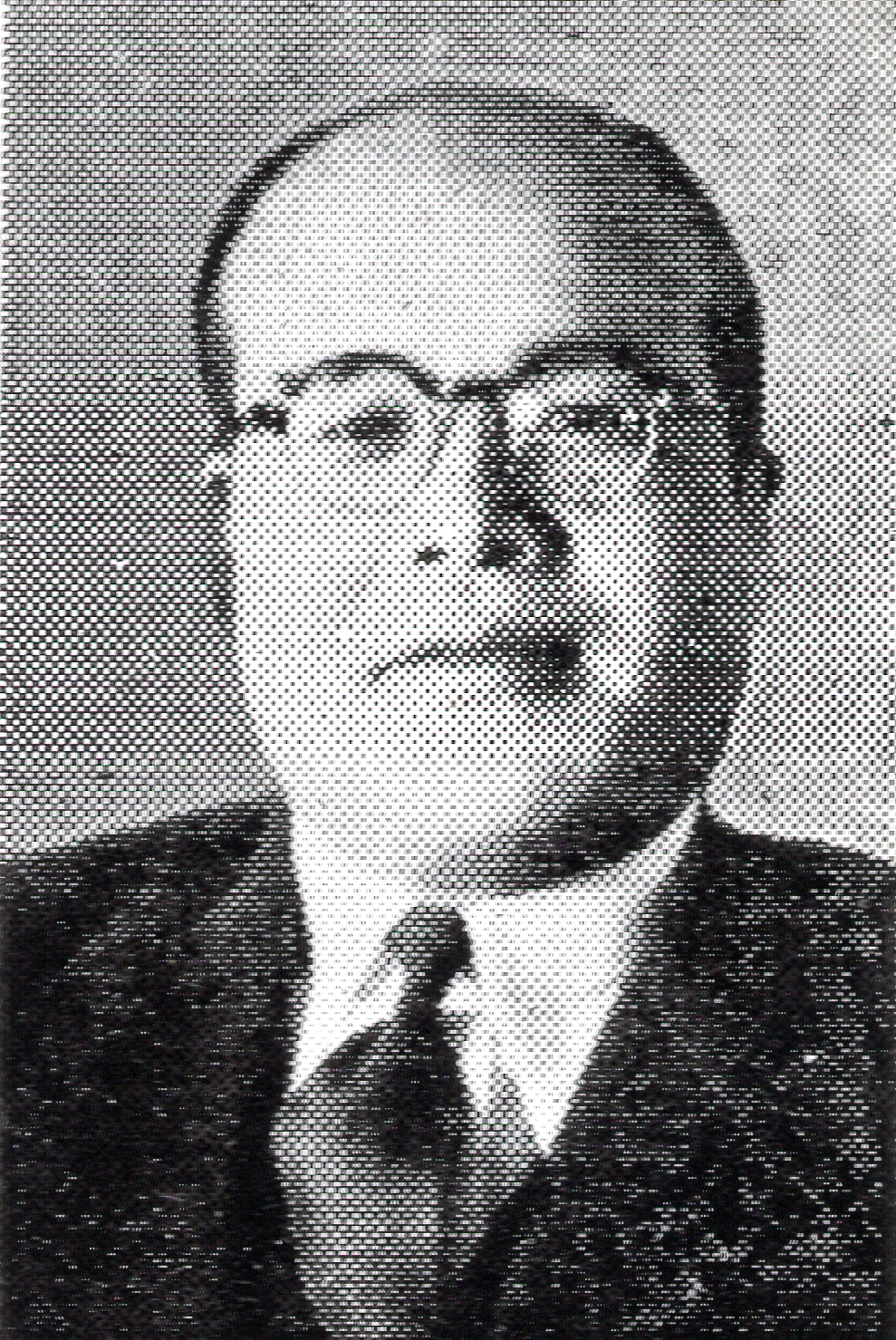
初代校長の鈴村正弘

1957年（昭和32年）12月、文部省は「勤務評定試案」を正式決定し、勤評全国実施に踏み切った。1958年（昭和33年）4月22日、「勤務評定阻止全国統一集会」が開かれるが、岡崎市小中学校教職員組合（岡教組）は600人を動員。同組合員は愛教組の指令により、7月3日から胸に「勤務評定反対」のリボンをつけて登下校し、市民に反対を呼びかけ、署名運動を行った。
岡教組は1960年（昭和35年）の安保闘争でも多数のデモに関わった。強行採決に抗議して5月26日に行われた地区総決起大会には教員230人が参加し、籠田公園からのジグザグ行進を先導した。三河地方において岡崎は闘争の拠点の一つとして広く知られるようになった。
こうした動きに頭を悩ませていた愛知県教育委員会は組合つぶしを図り、1961年（昭和36年）に新設する中学校の校長に県教委教職課主事の鈴村正弘を送り込んだ。また、日教組に反対の教員を多数配置した。それが岡崎市立城北中学校だった。
1962年（昭和37年）、鈴村は岡崎市の全中学校の生活指導部長に就任すると、自校を市内中学校のモデル校とするため、画一化に重きを置いた指導を行った。男子生徒全員に夏休みまでに丸刈りにするよう厳命し、女子はおかっぱとした。下駄箱の靴のかかとのそろえ、始業前一分間不動、掃除などの作業の黙働、暁天かけ足、部活動全員強制参加、夜10時以降の家庭学習見回り、休日の制服強制、遠足の弁当の統一（おにぎりのみ）などがこの年から一気に開始された。鈴村はわずか3年間で城北を愛知県の成績トップクラスの中学校に仕立て上げ、のちに城北中は「チリ一つ落ちてない日本一のモデル校」と呼ばれるようになった。
それとともに市議会議員を饗応し、料亭で芸妓をはべらすなど運動を盛んに行い、1972年（昭和47年）、ついに岡崎市教育委員会教育長のポストを得た。1970年代以降、愛知県では管理教育が猛威を振うが、鈴村は徹底した派閥人事を敷くことで教員をも支配した。
森信三に心酔していた鈴村は、著書や機関誌を部下に購読させ、森を「城北教育の父」と呼ばせた。1976年（昭和51年）9月、城北中学の教職員は『学校づくり120話』を刊行。鈴村の鉄の統制にしたがうよう訓練された教員たちは森について、「読書会で読み、学年会で読み、教科部会で読む。迷ったときに読み、うれしいときに読む。議論の初めに先生が出る。議論の途中に先生が出る。議論の終わりに先生が出る。わたしたちは、先生の名前をお呼びすることによって、体の痺れるような感動を覚える」と綴った。
1980年（昭和55年）2月26日付の朝日新聞紙上で、岡崎市立甲山中学校の卒業生が学校に対し、常識を超えた体罰を行うY教諭をやめさせてほしいと請願書を出していたことが報道された。請願が出されたのは1976年（昭和51年）8月。その年の3月に卒業した生徒たちはどこに訴えを持っていいのか分からず、やむをえず県教育委員会に提出していた。この報道内容は1980年3月の市議会定例会で問題化され、八田廣子市議と鈴村の間で次のようなやりとりがなされた。
こう言って鈴村は切り抜けたが、それから3か月後、岡崎市は空前絶後と言われた選挙違反事件に見舞われる。

### 中根鎭夫が市長に就任
1980年（昭和55年）6月27日、衆院選に長男を擁立した岡崎市長の内田喜久が公選法違反容疑で逮捕された。8月17日、内田の辞職に伴う市長選挙が行われ、前県議の中根鎭夫が初当選した。さらに内田の金脈も暴かれ、8月20日から9月11日にかけて、市内の土建業者社長5人が内田に対する贈賄容疑で逮捕され、唐沢町の業者社長が同容疑で書類送検された。岡崎市議会は25人の逮捕者を出し、リコール運動に追い詰められ、9月17日に自主解散した。
鈴村は腐敗した内田市政と密着した教育行政を行っていたことから進退が注目されたが、9月30日の任期満了をもってそのまま退任する道を選んだ。教育の現場は「これで自由な意見が出せる」と開放的な空気に包まれるが、喜びも束の間、反内田を旗印に掲げていたはずの中根が鈴村に再任を要請。11月の市議会臨時会で鈴村は三たび教育長の職に就いた。中根は鈴村らの推し進める強権的指導法を是認した。
1981年（昭和56年）3月7日の土曜日、私立高校への進学が決まっていた城北中学校3年生の男子生徒が下校後、担任から電話で呼び出された。6人の教師たちは、文房具を万引きした疑いがあるとして男子生徒を追及。1時間半にわたり「集団指導」と称する査問を行った。男子生徒は17時40分頃に再び下校。17時54分、名鉄の岡崎公園前駅ホームから電車に飛び込み、死亡した。
同年3月25日、八田廣子は市議会本会議で自殺事件について言及し、「教育委員会ではどんな論議がされたのかと議事録を求めたところ、公開をしていないと言われ、議事録を見ることさえ拒否された」と明かした。また、八田は「教育長は、ひとりの子も見失わないのが教育とかねがね言っておられたが、なぜ見失うような結果になったのか。原因がつかめなくては再び起きないような対策は立てようもないと思われるが、どうお考えか」と質問した。鈴村は「学校側に責任があって許しがたいという八田先生の指摘については、そのことに十分耐えていける職員体制と考えるためそのままを伝えた。私を含めさらに反省を深くせなければならないと思っている」と言うのみで質問には答えなかった。同年4月20日、毎日新聞は「教育を追う」と題する記事の連載を開始。30回にわたり事件を大きく取り上げた。
結局、市教委も城北中学も市民に対して原因について何ら説明をしなかったため、名古屋オリンピック招致反対市民運動を牽引していたスポーツ社会学者の影山健を動かすこととなった。影山は実情の調査を促す運動が必要と考え、1982年（昭和57年）3月、「岡崎の教育を考える会」（略称：市民の会）を発足させた。

### 鈴村正弘が教育長を辞職
生徒に対する体罰をほしいままにした甲山中学では暴力の連鎖を生んだ。1982年（昭和57年）3月4日、3年生の男子生徒7人は生活態度を注意されたことなどを理由に、約30分近くにわたって、教師12人に殴る蹴るの暴行を加えた。警察署員約10人が学校からの通報で駆けつけるも、生徒は「何だお前らは」などと署員に食ってかかり乱暴をやめなかった。3人が現行犯で逮捕され、4人が補導された。翌3月5日、教育長の鈴村正弘は2年8か月の任期を残して辞表を提出。3月31日付で辞職した。後任は城北中学校長の横井滋が就任した。
森山昭雄ら市民の会のメンバーが丸刈り強制反対を訴え続ける中、1988年（昭和63年）4月9日、市教育委員会指導部長の伊豫田壽夫が教育長に就任。同年4月25日には文部省初等中等教育局長が都道府県教育委員会に対し、校則の見直しを指示するが、城北中学が率先して校則改正に着手することはなかった。
1990年（平成2年）12月10日、伊豫田教育長が「丸刈り規正を見直したい」と発言したことが新聞で報道された。1991年（平成3年）3月、岡崎市で「さよなら管理教育」全国集会が開かれ、同年9月、岡崎市立南中学校が他校に先駆けて男子の頭髪の自由化を実施。パターナリズム的な暴力に根差した管理主義教育は90年代から徐々に影を潜めていった。

## 交通アクセス
- 名鉄本線「東岡崎駅」下車、車で10分。
- 愛知環状鉄道「中岡崎駅」下車、北へ徒歩10分。

## 著名な出身者
- 内田康宏 （岡崎市長、元愛知県議会議員）[57]
- 麻場一徳 （陸上競技選手）[58]
- 三遊亭愛楽 （落語家）[59]
- 神野三枝 （タレント）[60]
- 森崎まみ （タレント）[61][62]